# Diodia barbeyana
Diodia barbeyana là một loài thực vật có hoa trong họ Thiến thảo. Loài này được Huber mô tả khoa học đầu tiên năm 1901.